# Autunita

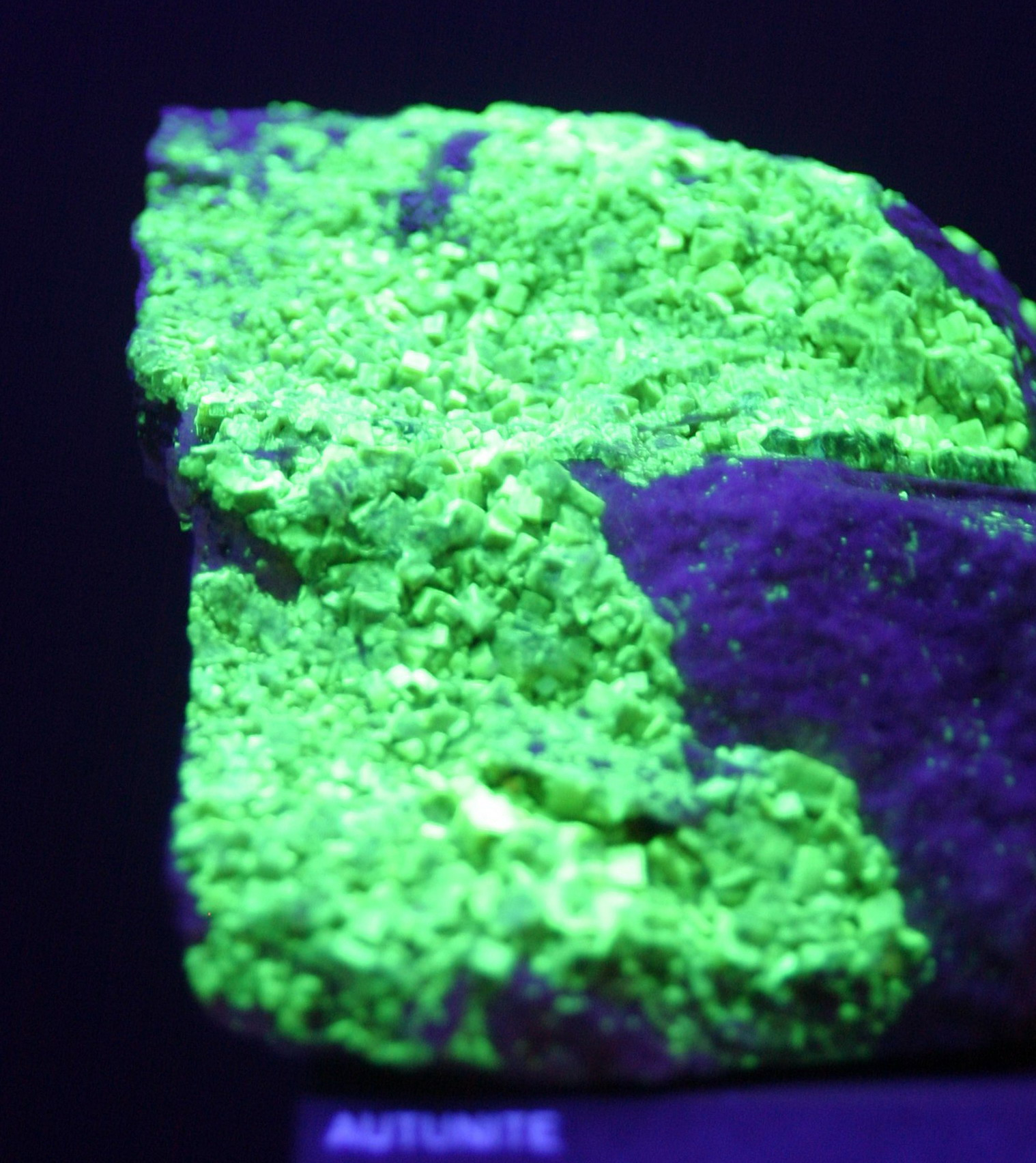
Autunita.

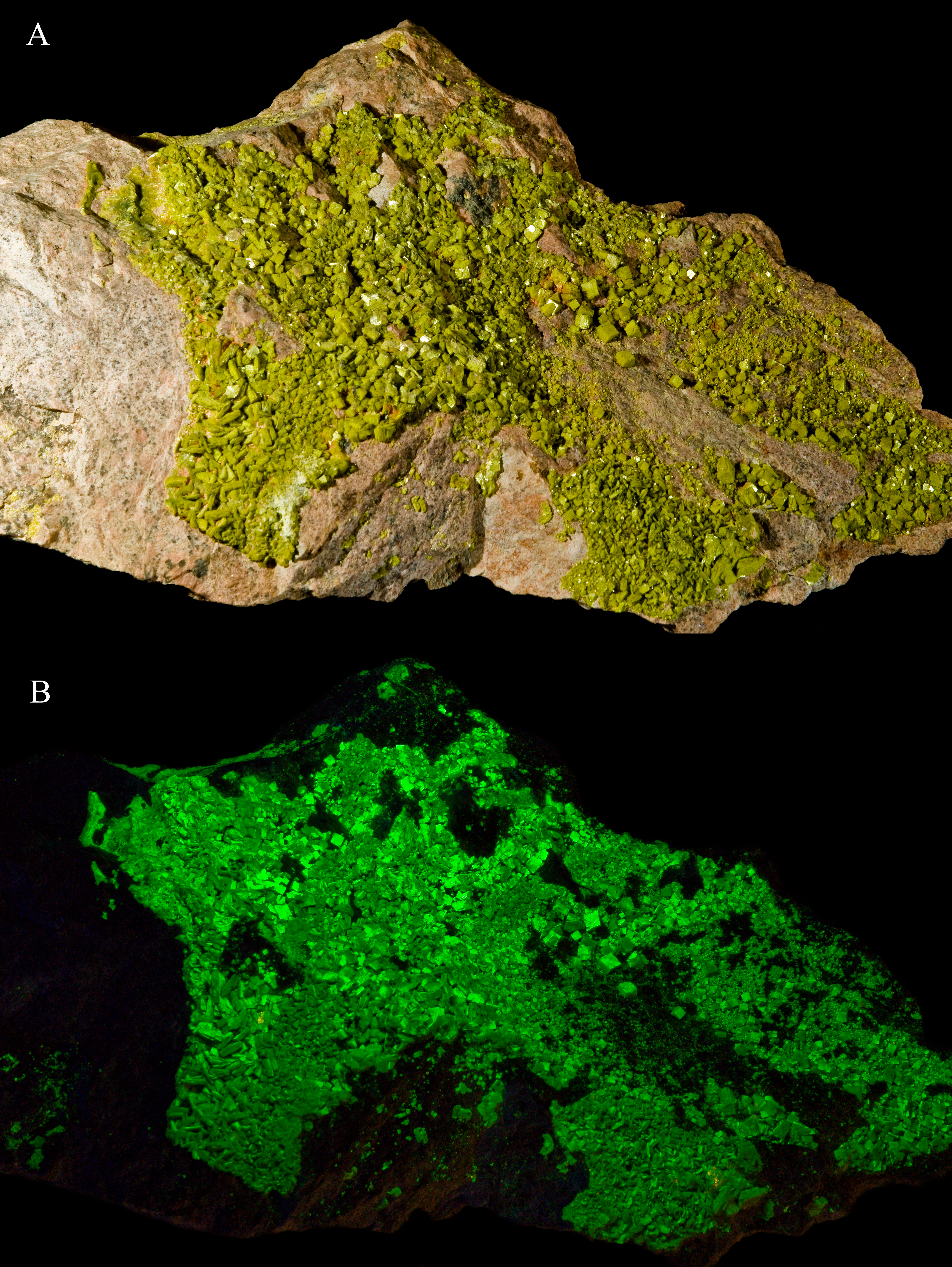
Autunita bajo luz UV.

La autunita (fosfato uranil cálcico hidratado) y fórmula: Ca(UO2)2(PO4)2·10-12H2O puede ser de color amarillo o raramente verde como la torbernita y en algunos casos puede tener un brillo vítreo. Es un mineral descubierto por primera vez en Francia en localidad francesa de Autun, y de esa localidad recibió su nombre. Tiene cristales tabulares y a veces también de contorno rectangular u octagonal y siempre se presentan en grupos unidos, bastante compactos y grandes. Los cristales de autunita tienen exfoliación y a veces son escamosos. Raramente se presentan dispersos y no en grupos gruesos.
La autunita es muy apreciada por los coleccionistas de minerales por su color y fluorescencia bajo la luz ultravioleta.
Se puede encontrar en minas o en yacimientos de uranio oxidado ya que la autunita se forma en lugares donde hay uranio oxidado, por lo que se usa también como indicador de la presencia de este. También se encuentra en el granito.
Es fácil de confundir con la uranocircita, otro fosfato de uranio.
La radiactividad de la autunita no influye en la salud de la persona que lo posee, debido a su muy baja radiactividad. Por eso, además de ser muy apreciado, se colecciona mucho.

## Etimología y descubrimiento
Descrito por Henry-James Brooke y William Hallowes Miller en 1852, el nombre deriva  de la localidad tipo, Autun en Saône-et-Loire (Francia). Hay que destacar que Jöns Jacob Berzelius lo había descrito en parte en 1819 bajo el nombre de:  Sel à base de chaux, où l'oxide d'urane joue le rôle d'acide. Descubierto por Joseph-François de Champeaux Boulaye

## Formación del mineral
Es un mineral secundario  la autunita, formado en zonas de oxidación de los cuerpos de mena de  uranio, por eso se considera un mineral secundario y por lo tanto un óxido de uranio. Se forma en la zona de oxidación -expuesta al aire- de todas las rocas que contienen uranio, incluyendo vetas hidrotermales y pegmatitas graníticas.
Aparece también en filones hidrotermales y en pegmatitas. Hubo casos de descubiertas de autunita en otros tipos de minerales pero siempre en zonas donde hay uranio normalmente.

## Donde se encuentra
Los principales países de extracción de este mineral son América del Norte: Devon, Monte Spokane, Washington, en África: Namibia y Zaire; España, Portugal y en Francia, Alemania, Suiza en Saxon, India, Japón, Australia y Brasil. En España los yacimientos más importantes se hallan en: Paracuellos de Jarama (Madrid), Cardeña (Córdoba), Alburquerque (Badajoz), Navarreonda (Ávila)Gerona , Villar de Ciervo y Villar de Peralonso (Salamanca), «Cano 6» (Cáceres) y en el Cabo de Creus.